# 埃爾弗斯 (佛羅里達州)
埃爾弗斯（英語：Elfers）是位於美國佛羅里達州帕斯科縣的一個人口普查指定地區。

## 地理
埃爾弗斯的座標為28°12′58″N 82°43′22″W / 28.21611°N 82.72278°W，而該地最高點為海拔高度12米（即39英尺）。

## 人口
根據2010年美國人口普查的數據，埃爾弗斯的面積為9.20平方千米，當中陸地面積為9.10平方千米，而水域面積為0.10平方千米。當地共有人口13161人，而人口密度為每平方千米1,430人。